# Monte Judi
Il Monte Judi (in turco Cudi Dağı; in arabo ٱلْجُودِيّ‎?, al-Jūdiyy; in curdo Çiyayê Cûdî‎) è, secondo la tradizione dei primi cristiani e dell'Islam (sura 11,44 del Corano), il luogo dove approdò l'arca di Noè dopo il diluvio universale. La tradizione coranica è simile alla leggenda giudeo-cristiana. L'identificazione del monte Judi come luogo di approdo dell'arca persistette nella tradizione siriaca e armena per tutta la tarda antichità, ma fu abbandonata per quella che equiparava il luogo biblico alla montagna più alta della regione, ovvero il monte Ararat, anch'esso in Turchia.

## Etimologia e geografia

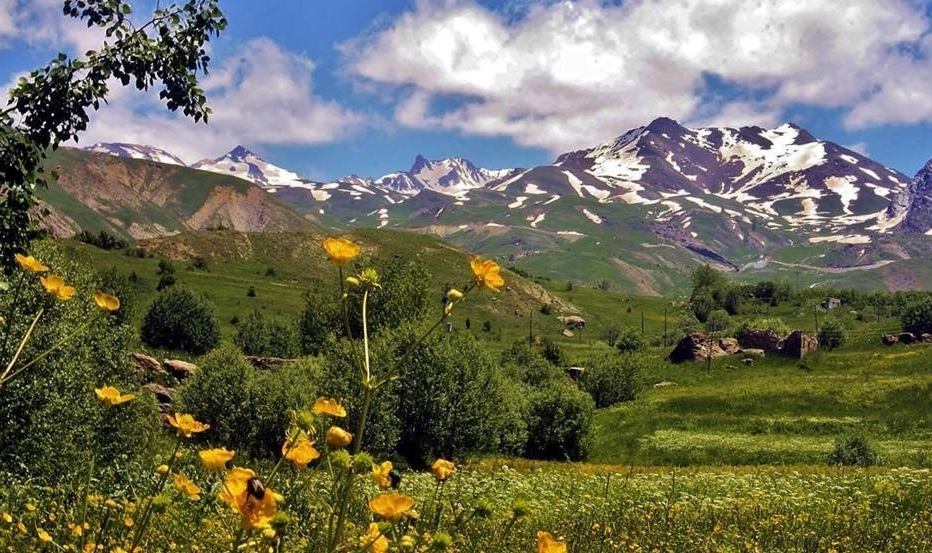
Monti vicino a Qudshanis, nel distretto e provincia di Hakkâri, Anatolia sudorientale, vicino al confine con l'Iran. Un prete cristiano nel XIX secolo riferì di aver visto l'arca mentre si recava a Urmia.

L'area montuosa di cui fa parte il Monte Judi era conosciuta come Qardū (in siriaco ܩܪܕܘ) nei testi siriaci, Gordyene dai scrittori greci e romani, e Kordukh in armeno.
Le tradizioni siriache, islamiche e paleocristiane identificano il monte Judi o Qardu come un picco vicino o a nord-est della città di Jazirat ibn 'Umar (l'odierna Cizre nel sud-est della Turchia), alle sorgenti del fiume Tigri, vicino all'attuale confine con la Siria, e a quello dell'Iraq. Lo storico arabo Al-Masudi, riferì che il punto in cui l'arca si posò poteva essere visto ai suoi tempi e che si trovava a 80 parasanghe (circa 51 km) dal Tigri. La montagna era storicamente situata nella regione di Gordiene, a sud del lago di Van.
La parola araba al-Jūdiyy (ٱلْجُودِيّ‎), ha origine dalla parola siriaca Gudo (ɓɾɾɾ) che significa "Tumuli" o "Elevazioni". La relazione di alcune grafie è chiara ma l'origine di Judi risulta meno evidente. Solitamente è interpretata come una versione corrotta con lo stesso nome, tramite Al-Gurdi (Reynolds 2004). La proposta che i due nomi siano in definitiva gli stessi fu avanzata per la prima volta dall'orientalista inglese George Sale nella sua traduzione del Corano pubblicata nel 1734. La nota a piè di pagina di Sale recita:
(George Sale, 1734; pp. 214-215.)
Sale prosegue affermando che una volta c'era un famoso monastero cristiano sulla montagna che fu però distrutto da un fulmine nell'anno 776 d.C., in seguito al quale:
(Sale, 1734; p. 214-215)
È stato anche suggerito che il nome arabo del monte, Judi, fosse una corruzione del siriaco ɴɪɪɪ Qardō scritto in arabo con le lettere arabe waw (و) e raa (ر) confuse nei primi manoscritti islamici a causa della loro iniziale somiglianza, facendosi strada in seguito nel Corano e nella tradizione islamica. Ciò è supportato dal fatto che solo nella Bibbia siriaca la montagna su cui poggiava l'arca di Noè si chiama Qardō, al contrario dell'Ararat in altre Bibbie.
Diverse fonti (tra cui islamiche e cristiane) parlano dell'esistenza di almeno due insediamenti vicino alla montagna: uno riguarda le antiche rovine di Thamanin (situate a sud del monte), e l'altra è la città di Nusaybin (nei pressi del confine con la Siria), da dove la gente veniva a visitare l'arca. Si pensa che Thamanin (che significa "ottanta" in arabo) sia stata fondata da Noè e dai sopravvissuti al diluvio, che si pensava fossero circa 80. Un tell che si pensava fosse la rovina di Thamanin si trova a est di Cizre (uno dei luoghi che si pensa abbia la tomba di Noè).
Un arcivescovo caldeo di Babilonia, il principe Nouri, viaggiò da Kochanis in Turchia a Urmia in Persia. Ad Urmia incontrò il dottor Frederick B. Coan e gli riferì che durante il viaggio, dopo aver fatto tre tentativi per trovare l'arca, vi si recò il 25 aprile 1887. I resoconti raccolti dal Dr. Lee Spencer e dal Dr. Jean Luc Lienard della Southwestern Adventist University negli Stati Uniti, riguardanti un certo numero di coloro che hanno affermato di aver visto l'arca, indicano che l'arca si trovasse nel sud-est della Turchia, in una regione montuosa con paludi, laghi e giacimenti petroliferi, a sud del lago Van e ad ovest del lago Urmia.

## Tradizioni religiose

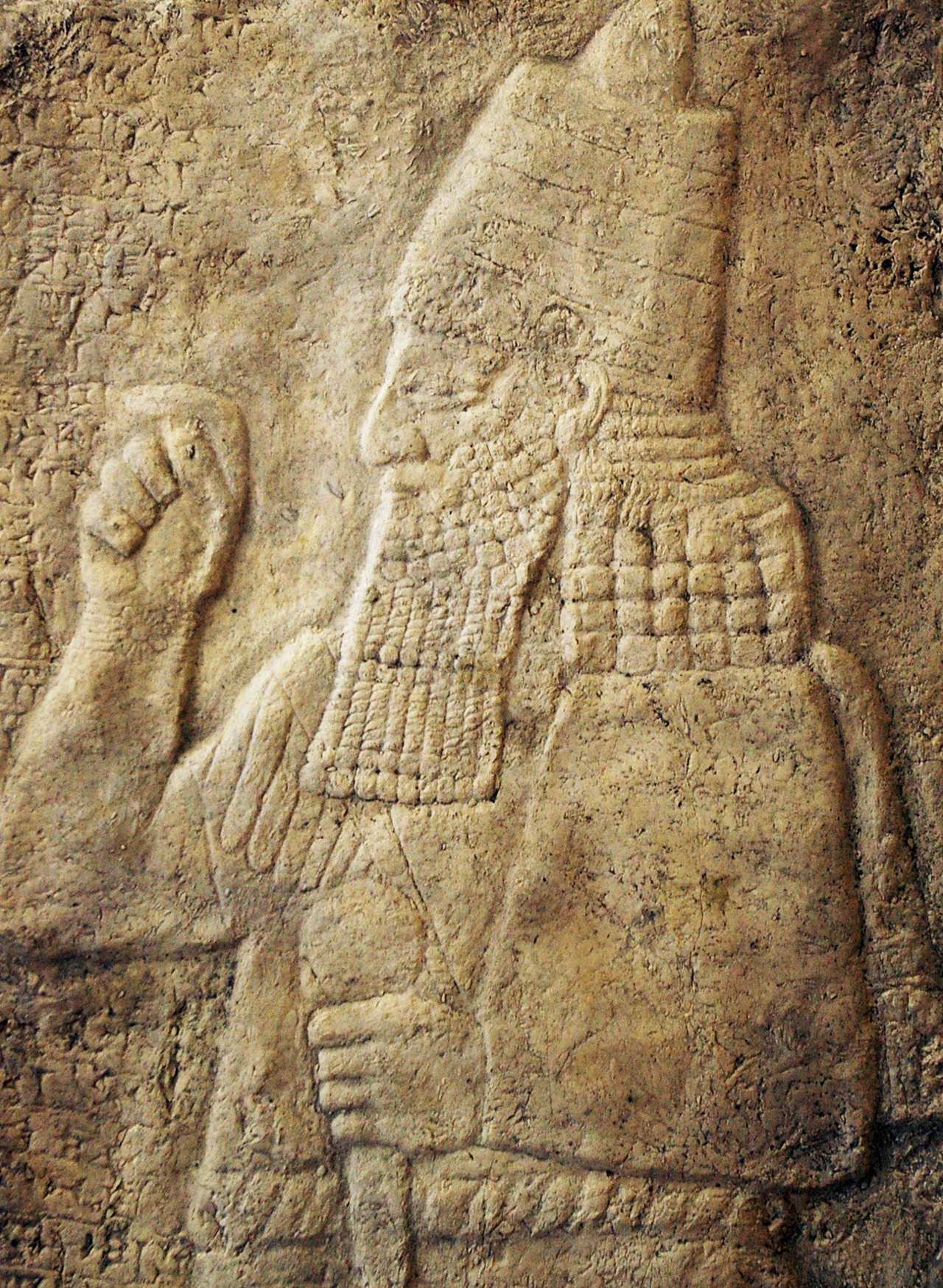
Calco di un rilievo rupestre di Sennacherib ai piedi del monte, vicino a Cizre.

### Cristianesimo

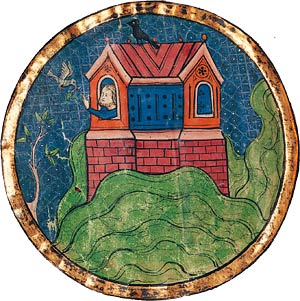
Raffigurazione dell'approdo dell'arca di Noè sulla cima della montagna, dal Florilège hébraïque du nord de la France (XIII secolo)

Gli Assiri della parte orientale del fiume Tigri avevano una leggenda dell'arca adagiata sul monte Djûdi nella terra di Kard. Questa leggenda potrebbe essere in origine indipendente dal racconto della Genesi del diluvio di Noè, radicata nelle più generali leggende del diluvio del Vicino Oriente, ma in seguito alla cristianizzazione dei siriani, a partire dal II secolo d.C. circa, divenne associata alle montagne dell'Ararat dove Noè sbarcò secondo la Genesi. Anche dalla Siria questa leggenda si diffuse tra gli armeni che tradizionalmente non associavano il sito dello sbarco di Noè al monte Ararat, noto nativamente come Masis, e che continuarono fino all'XI secolo ad associare l'arca di Noè al monte Judi.
Si pensa che il biblico Ararat sia una variazione di Urartu, un antico termine per la regione a nord dell'antica Assiria comprendente l'altopiano armeno. Secondo Flavio Giuseppe gli armeni nel I secolo mostrarono i resti dell'arca di Noè in un luogo chiamato αποβατηριον "Luogo di discesa" (in armeno Նախիջեւան?, Nakhichevan, Ναξουανα di Tolomeo), circa 97 km a sud-est della vetta del Monte Ararat (coordinate 39.07°N 45.08°E ). Le "montagne dell'Ararat" nella Genesi sono state identificate nella successiva tradizione cristiana (medievale) con la vetta oggi nota come lo stesso Monte Ararat, un massiccio vulcanico in Turchia e noto in turco come "Agri Dagh" (Ağrı Dağı).

### Islam
Secondo il Corano (11:44), l'ultima dimora della nave era chiamata "Judi", senza la parola "montagna".
(Corano, 11:44)
Il geografo arabo del IX secolo Ibn Khordadbeh identificò la posizione del monte Judi come nella terra dei curdi (Al-Akrad), e lo storico abbaside Al-Mas'udi (896-956) registrò che il punto in cui l'arca si trovava adagiata poteva ai suoi tempi essere visto. Al-Mas'udi affermò anche che l'Arca iniziò il suo viaggio a Kufa, nell'Iraq centrale, e navigò verso la Mecca, dove fece il giro della Ka'ba, prima di recarsi infine al Judi. Yaqut al-Hamawi, noto anche come Al-Rumi, collocò la montagna "sopra Jazirat ibn Umar, a est del Tigri", e menzionò una moschea costruita da Noè che si poteva vedere ai suoi tempi. Il viaggiatore Ibn Battuta passò dal monte nel XIV secolo.